# جبل ميل بروك
جبل ميل بروك، هو جبل يقع في جبال كاتسكيل في نيويورك شمال غرب بينتون كورنرز، تقع في شاونجنك ريدج.
ميلبروك ريدج سمي على اسم القريب ميلي بروك، يقع جبل ميناهغا إلى غرب الجنوب الغربي من جبل ميلبروك.